# Avenue Edmond Van Nieuwenhuyse
L'avenue Edmond Van Nieuwenhuyse est une rue bruxelloise de la commune d'Auderghem, qui relie la chaussée de Watermael au boulevard du Souverain, longeant le côté sud de l'autoroute E411 sur une longueur de 480 mètres.

## Historique et description
En 1986, l'on créa une nouvelle voie le long de l’E411, entre la chaussée de Watermael et l’avenue Gustave Demey. Une entrée/sortie d'autoroute y fut prévue pour le sens Bruxelles-Namur.
Le 5 mai 1986, le conseil donna à cette avenue le nom d’une victime de la Seconde Guerre mondiale[réf. nécessaire].
- Premiers permis de bâtir le 27 novembre 1987 pour no 2, 4, 5 et 6 à la société Eurobalken.